# Мартовский стиль
Мартовский стиль — исторический календарный стиль (применялся вместе с сентябрьским и современным январским). Начало года приходилось на 1 марта в России и Венецианской республике, 25 марта (Благовещение Пресвятой Богородицы) в Северной Италии и Англии, откуда и произошло название. Стиль применялся в прошлом как с летосчислением «от сотворения мира» (Константинопольская эра), так и «от Рождества Христова». В России год начинался на полгода позже сентябрьского, однако существовал также ультрамартовский стиль, когда год начинался на полгода раньше сентябрьского стиля. На Руси существовал до 1492 года, использовался также другими славянскими народами, городами Северной Италии, а также до 1752 года в Англии.
Начало года 1 марта происходит из древнеримского республиканского календаря Нумы Помпилия. Поскольку год начинался с марта, номера месяцев с сентября («седьмой») по декабрь («десятый») соответствовали их названиям. Лишь после реформы Юлия Цезаря они сместились на две позиции, так как год стал начинаться с январских календ (1 января).

## История появления термина
При изучении древнерусских летописей историки заметили, что хронология в разных летописях может отличаться на один-два года. Оказалось, что на Руси существовало несколько разных календарных стилей, связанных с тем, что византийский календарь отсчитывал год с 1 сентября. Два разных года могут находиться в двух отношениях: мартовский год может начинаться или на полгода позже сентябрьского, или на полгода раньше.
Н. В. Степанов первым предположил, что расхождения в датировках — не ошибки, а использование двух различных стилей, он же придумал названия для этих стилей.
Древнерусское летоисчисление, которое использовало мартовский год, начинающийся на полгода позже византийского, называется мартовским, а то, которое использовало мартовский год, начинающийся на полгода раньше византийского, называется ультрамартовским, (от лат. ultra, «по ту сторону», то есть календарный год, предваряющий мартовский).
Аналогичным образом, западный мартовский стиль делится на calculus Florentinus (Флорентийский отсчет) и calculus Pisanus (Пизанский отсчет) в зависимости от того, начинается год за 9 месяцев до Рождества, или спустя 3 месяца после Рождества.
Кроме того, некоторые исследователи считают, что новогодие на Руси пытались приурочить к первому весеннему полнолунию, которое могло приходиться как на конец февраля, так и на март. Такой календарный год с переменным началом называется цирка-мартовским или цирка-ультра-мартовским соответственно (от лат. circa, «около»).

## Использование
До начала XII века преобладал мартовский стиль, а в XII—XIII веках стал широко использоваться ультрамартовский. Летописные своды обычно содержат смесь обоих стилей.
В ультрамартовском году совпадающими с январским годом месяцами являются январь и февраль. Перевод даты для этих месяцев в современную производится вычитанием 5508 из ультрамартовского года. Для остальных месяцев вычитаться должно 5509.
С 1492 (7000—7001) года преобладающим стал сентябрьский год, вытеснивший оба мартовских.